# Nejc Pačnik
Nejc Pačnik (Slovenj Gradec, Slovenië, 28 oktober 1990) is een Sloveense muzikant-accordeonist, wereldkampioen op de diatonische accordeon en accordeondocent.

## Loopbaan
Nejc Pačnik werd geboren in 1990 te Slovenj Gradec Slovenië. Hij bezocht de lagere school in zijn dorp Škale en in Velenje. Daarna studeerde hij houtbewerking aan de middelbare school in Slovenj Gradec, Slovenië. Hij was al vroeg geïnteresseerd in het spelen op de diatonische accordeon.

## Solocarrière
Op vijfjarige leeftijd nam Pačnik muziekles bij Tine Lesjak uit Slovenië. Na twee jaar verving hij de leraar en hij nam accordeonles bij Robert Goličnik. Op de leeftijd van acht jaar maakte hij zijn debuut in de competitie van de Memorial Delčnjak.
Op twaalfjarige leeftijd debuteerde Pačnik op de Golden Accordeon Prijs van Ljubečna. Op zijn vijftiende had Pačnik al meer dan dertig wedstrijden in binnen- en buitenland gewonnen.
Hij werd europees kampioen in 2007 in Attimisu, Italië. Zowel in 2008 als in 2009 won hij de Gouden Accordeon-prijs van Ljubečna, Slovenië.  
Pačnik behaalde de vierde plaats op het wereldkampioenschap in 2005 en twee jaar later behaalde hij de tweede plaats. In 2009 werd hij junior-wereldkampioen op de diatonische accordeon in Oostenrijk. Tot 2010 won hij meer dan 70 wedstrijden in binnen- en buitenland. In 2015 werd hij de wereldkampioen.

## Resultaten
- Wereldkampioen accordeon 2015[1]
- Jeugd-WK 2009
- Vicewereldkampioen 2007
- 4de plaats op het WK 2005
- Europees kampioen 2007
- Europees kampioen tot U18 in 2007
- Europees kampioen tot U15 let in 2005
- 2de plaats op Europees kampioenschap 2006
- 3de plaats op Europees kampioenschap 2004
- Winnaar van de Gouden Accordeon Prijs van Ljubečna in 2008 en 2009
- Winnaar van het publiek van de Gouden Accordeon Prijs van Ljubečna in 2009
- Gouden Plaquette van  de Gouden Accordeon Prijs van Ljubečna in 2007, 2008, 2009 en 2010
- Zilver Plaquette van de Gouden Accordeon Prijs van Ljubečna in 2003 en 2006
- Bronzen Plaquette van de Gouden Accordeon Prijs van Ljubečna in 2004
- 1ste plaats op de internationale competitie van Josef Peyer Wettbewerb (Oostenrijk)
- 1ste plaats tot U18 van Ruška hut in 2006 en 2007
- Absolute winnaar van de Ruška hut in 2007
- 1ste plaats en absolute winnaar van de Sloveense competitie Dolič-prijs
- 3 keer op rij absolute winnaar van de Memorial van Delčnjak
- 3 keer op rij absolute winnaar van de Oud-Velenje-prijs
- 3 keer winnaar van de Mislinja dal Prijs